# Protection des oiseaux

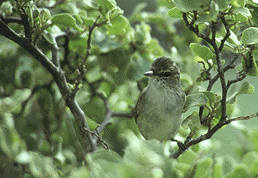
L'extinction de la Rousserolle obscure de Laysan a été causée par la destruction de son habitat

La protection des oiseaux est un champ de la biologie de la conservation qui traite des espèces d'oiseaux menacées. Des déclins des populations, voire des extinctions, ont été observés pour plusieurs espèces depuis les années 1850 pour de multiples raisons. Les gouvernements, et de nombreuses associations caritatives, travaillent à la protection des oiseaux de diverses manières, comme la loi, la protection et la restauration des sites, les campagnes d'information pour sensibiliser le public et l’élevage de populations captives dans la perspective de leur réintroduction.
Les efforts menés par les différents partenaires ont permis en 2004, que seize espèces d’oiseaux qui auraient disparu sans mesures conservatoires, soient toujours existantes.

## Techniques de conservation
Les scientifiques et professionnels de la conservation ont développé de nombreuses techniques de protection. Celles-ci ont eu des succès divers.

### La multiplication en captivité
La multiplication en captivité (conservation ex-situ) a été employée dans beaucoup d’exemples de sauvegarde des espèces en voie d’extinction. L’objectif principal est d’établir une population viable dans les zoos ou les centres de reproduction, afin de préparer une réintroduction future dans le milieu naturel. Les populations en captivité sont également une assurance de pérennité pour les espèces sauvages en voie d’extinction ou interviennent comme dernier recours si la conservation dans le milieu naturel est impossible. La multiplication en captivité a permis de sauver un certain nombre d’espèces de l’extinction ou de réintroduire des espèces disparues dans un lieu précis, on peut citer par exemple celui du Condor de Californie dont l’espèce déclina jusqu’à moins de trente individus ou celui de la réintroduction du Vautour fauve dans les Causses.
Dans le but de sauver le Condor de Californie, la décision fut prise en 1985 de capturer tous les individus quand la population sauvage tomba à 9 condors. Le dernier condor volant en liberté fut capturé en 1987. En 1992, les premiers condors élevés en captivité furent réintroduits dans la nature en Californie, alors que la population captive s'élevait à 52 individus. Le programme de reproduction a permis de remonter la population de 22 individus en 1987 à 273 en 2005 et à 299 en avril 2008,.
Un exemple encore plus impressionnant est celui de la Crécerelle de Maurice, qui est passée de seulement quatre individus en 1974 à 800 en 2006. Des problèmes de diversité génétique se posent cependant.

### Réintroduction et déplacements (délocalisations)
La réintroduction de populations captives à des fins de multiplication peut avoir lieu afin de préserver le niveau des populations sauvages des espèces en danger. Ces réintroductions peuvent avoir pour objectif la création de nouvelles populations ou la réintroduction d’espèces éteintes dans le milieu sauvage. Les réintroductions permirent de faire passer les populations sauvages de la bernache néné (bernache de Hawaii) de 30 oiseaux à plus de 500. La crécerelle de Maurice a été réintroduite avec succès à la suite d'un programme de multiplication en captivité. Les réintroductions peuvent être très difficiles et échouent souvent si leur préparation est insuffisante, car les individus nés en captivité perdent les aptitudes liées à la connaissance de la vie sauvage. Elles peuvent également échouer si les causes à l’origine du déclin n’ont pas été traitées. Les tentatives de réintroduire l'Étourneau de Bali dans son milieu naturel a échoué car le braconnage continuait.
Les délocalisations visent à introduire des populations d’espèces menacées dans des habitats appropriés qu’elles ne peuplent pas encore. Il y a plusieurs raisons de le faire : la multiplication des populations offre une garantie en cas de désastre, et, dans beaucoup de cas les populations originales sont menacées dans leur habitat habituel. Une délocalisation célèbre fut celle du kakapo de Nouvelle-Zélande. Ces grands perroquets incapables de voler ne pouvaient pas faire face aux prédateurs introduits dans leur dernier habitat sur l’île Stewart. Ils ont été déplacés vers de plus petites îles au large qui avaient été vidées des prédateurs. À partir de là, un programme de redressement est parvenu à maintenir et finalement à augmenter leur nombre.

### Protection de l’habitat
La destruction de l’habitat est la menace la plus sérieuse pour la plupart des espèces d’oiseaux. Les organisations de conservation et les organismes gouvernementaux travaillent à la protection des zones naturelles. Ceci passe par l’achat de zones de conservation particulièrement importantes, leur mise en réserve ou leur déclaration comme parc national ou zone protégée. Ceci comprend aussi l’établissement d’une législation empêchant les propriétaires fonciers d’entreprendre des pratiques foncières préjudiciables, ou en les payant pour qu’ils n’en entreprennent pas. Les objectifs de protection des habitats (pour les oiseaux et autres animaux et plantes menacés) entrent souvent en conflit avec d’autres intérêts, tels que ceux des propriétaires fonciers et des entreprises, qui voient ces restrictions comme préjudiciables à leurs activités. Les plans de protection d’un habitat crucial pour la chouette tachetée d’Amérique du Nord nécessitent la protection de grands secteurs de forêt primaire à l’ouest des États-Unis. Ces plans furent contestés par les compagnies forestières arguant que cela occasionnerait du chômage et des profits en baisse.

## Histoire de la protection
La prise de conscience qu’il faut protéger les oiseaux est un phénomène ancien puisque selon la tradition, en 676 Cuthbert de Lindisfarne édicte ce qui pourrait bien être la première loi de protection de ceux-ci. Alors que de nombreuses espèces sont disparues au XIXe siècle comme le Grand pingouin ou le Cormoran à lunette, le Canard du Labrador disparus dès 1875, c’est à la fin du siècle que sont apparues les premières lois sur la protection des oiseaux et la réglementation de la chasse. Par exemple la Seabirds Protection Act britannique en 1869 et la loi belge de 1882. Les premières lois spécifiques aux oiseaux datent, elles, de la Lacey Act de 1900 et de la Weeks-McLean Law de 1913 aux États-Unis. La Convention pour la protection des oiseaux utiles à l'agriculture, est signée le 19 mars 1902 à Paris par douze États européens. Classant les oiseaux en nuisibles et non nuisibles selon leur intérêt pour l'agriculture, son champ d'application s'étend à toute l'Europe mais la distinction oiseaux utiles/nuisibles est condamnée par le milieu scientifique et plusieurs pays ne ratifient pas cette convention.
Parallèlement les premières protections des habitats y sont prises comme la création du National Bird Preserve de Floride en 1903. Ces mesures furent suivies d’accords multinationaux comme la Loi sur la convention concernant les oiseaux migrateurs de 1917 entre les États-Unis, Canada et Grande-Bretagne. Celle-ci protège plus de 800 espèces d’oiseaux migrateurs. De nombreuses associations de protection de la faune et plus particulièrement des oiseaux sont créées. D’autres conventions sont prises plus tard entre ces derniers, et la Russie, le Mexique, le Japon. La Convention internationale pour la protection des oiseaux, adoptée le 18 octobre 1950 à Paris, remplace et améliore la Convention de 1902 : elle fait disparaître la conception utilitaire de la précédente et fait apparaître la notion d'espèces menacées d'extinction et la nécessité de préserver certains habitats naturels
Pour certaines espèces aujourd’hui protégées, les chiffres d’abattage peuvent être vertigineux, en Islande 110 000 guillemots et pingouins ont été récoltés, 250 000 en 1923 et 50 000 l’année suivante. En six semaines durant l’année 1945, 500 000 œufs de guillemots ont été récoltés dans les îles Féroé.
En 1950 est conclue à Paris la Convention internationale sur la protection des oiseaux.
Les chasseurs des États-Unis prennent également conscience que la diminution des zones humides nuit à l'abondance des populations de sauvagines, et avec les autorités du pays, ils mettent en place un système de protection des zones humides dans le cadre de la loi 'Migratory Bird Hunting Stamp Act. Dans ce cadre, les premières associations protégeant à la fois les oiseaux d'eau et les zones humides naissent, comme la Ducks Unlimited. D'autres associations non-cynégétiques naissent plus tard au Royaume-Uni comme la Wildfowl and Wetlands Trust en 1946 ou la Wetlands International en 1954. Ainsi, ces associations acquièrent des terrains de façon à protéger les oiseaux.
En 1954, la Protection of Birds Act interdit en Grande-Bretagne la récolte des œufs. En France, les premières Réserves naturelles datent de 1930 et les Parcs nationaux de 1960, la protection des oiseaux était mal assurée car les lois étaient peu appliquées. En outre cette protection ne concernait que certaines espèces. En 1964 des décrets seront votés pour protéger quelques espèces dont des rapaces. En 1972, un arrêté protège tous les rapaces diurnes et nocturnes. La loi de protection de la nature du 10 juillet 1976 a permis d’améliorer fortement la situation. En 1979, la Convention de Bonn créé un cadre juridique mondial pour la protection des espèces migratrices dont les oiseaux et la directive européenne Directive oiseaux protège mieux encore les migrateurs et leurs zones de haltes et reconnaît un rôle privilégié aux associations protectrices de la faune et la flore. Depuis cette loi, les associations de chasseurs et de protecteurs de la nature s’affrontent dans Midi-Pyrénées sur les dates d’ouverture de la chasse aux oiseaux migrateurs. Les directives européennes y sont non respectées. La France a été, à de multiples reprises condamnée par les instances européennes. En 1985, l’initiative ZICO est lancée. En 1988 les États-Unis, le Canada et le Mexique ont mis en place un système de gestion commun pour les canards et les oies très efficace. En outre les États-Unis ont révisé leur liste d’oiseaux à protéger. Le dispositif mis en place permet de moduler le prélèvement, espèce par espèce, pour chacune des grandes voies de migration. Un tel dispositif, s’appuyant sur un réseau efficace d’observation et d’analyse scientifique, permettrait une approche beaucoup plus réaliste de la nécessaire conciliation de la chasse et de la conservation des espèces que celle de l'Union européenne. En 1999, l’Accord sur la conservation des oiseaux d'eau migrateurs d'Afrique-Eurasie est signé par 14 pays. Depuis le début des années 2000, des réflexions transnationales ont lieu pour la protection de l'ensemble des migrateurs au sein d'un concept appelé Réseau écologique.
En 2000, en France, une loi jugée scandaleuse par les associations de protection des oiseaux, est adoptée. Elle élargit, au mépris des accords européens, les dates d'ouvertures de chasse aux oiseaux migrateurs c'est-à-dire sur près de 7,5 mois contre 5 en moyenne en Europe. De plus, sur les 50 espèces migratrices chassées, 24 sont des espèces menacées, soit bien davantage que dans tout autre pays européen.
En 2004 est signé l'Accord sur la conservation des albatros et des pétrels (ACP). L'Albatross Task Force (ATF) est un groupe de travail dirigé par la BirdLife International avec le soutien de la Royal Society for the Protection of Birds qui cherche à trouver, en collaboration avec les pêcheurs à la palangre, une solution pour la prise accidentelle des oiseaux de mer. Trois pays signataires de l'ACP accueillent l’ATF : le Brésil, le Chili, l'Afrique du Sud. En outre le groupe travaille avec des pays n'en faisant pas partie comme la Namibie et l'Uruguay. Le Pérou et l'Équateur, signataires de l'ACP, pourraient prochainement accueillir l'ATF.
La LPO est le représentant pour la France de Birdlife international qui regroupe des partenaires de tous les pays.